# 紫鰭狼牙脂鯉
紫鰭狼牙脂鯉（学名：Acestrorhynchus pantaneiro）為輻鰭魚綱脂鯉目脂鯉亞目狼牙脂鯉科的其中一個種，分布於南美洲巴拉圭河、Mamoré河及巴拉那河流域，體長可達35.2公分，棲息在河川底中層水域，以其他魚類為食，生活習性不明，可做為食用魚。